# Datemi un biglietto d'aereo/Questo è giusto
Datemi un biglietto d'aereo / Questo è giusto è il settimo singolo su 7" de i Corvi pubblicato nel 1968 dalla Bluebell Records. Il brano del lato A è un rifacimento in italiano di The Letter dei The Box Tops, meutre il lato B contiene il rifacimento di Morning Dew di Bonnie Dobson.

## Tracce
Lato A
1. Datemi un biglietto d'aereo (testo: Mogol – musica: Wayne Carson Thompson)

Lato B
1. C'è un uomo che piange (testo: Angelo Ravasini – musica: Tim Rose)